# The Depths (Sanctuary – Génrejtek)
A The Depths a Sanctuary – Génrejtek című kanadai sci-fi-fantasy televíziós sorozat negyedik évadjának tizenegyedik epizódja.

## Ismertető
Henry újabb célpontokra bukkan, melyek felé az abnormálisokat támadó katonai csapatok (SCIU) tartanak. Az egyik a bolíviai sivatagban van, ahol Helen Magnus gyanúja szerint egy abnormális kígyó lehet, melynek a felkutatását egyszer már apja is feladta 1909-ben. A kígyót a primitív kultúrák istenként tisztelték, mely követőinek bölcsességet és erőt adott. Helen és Will utazik a helyszínre, ahol a katonák egy barlangban már csapdába ejtették az óriási kígyót. Támadásuk kudarcba fullad, foglyul ejtik őket. Amikor a katonák lyukakat lőnek a barlang tetejébe, hogy elszállíthassák a lényt, az felébred és rájuk támad. Willt meglövik, ő és Magnus az omladozó barlangban rekednek a kígyóval együtt, magukhoz térésük után igyekeznek kiutat találni. Will sebe és Magnus törött bordái közben gyanúsan gyorsan javulnak, és rájönnek, hogy nem a kígyó, hanem a barlangban található víz az oka. Az útkeresés közben Willnek kirohanásai vannak amiatt, hogy ismét életveszélybe került Magnusszal, Magnus miatt, amiatt, ahogyan Abbyt megmentette a Fugue című részben, és amiatt, hogy társait feláldozhatónak tartja.
Will egyre többször gyengül el, a víz gyors gyógyító hatása egyben gyors visszaesésekkel jár. Egy újabb vita során Magnus kényszeríti őt a további ivásra, közben azonban az ő állapota is rosszabbodik. Az alagútrendszerben összetalálkoznak a kígyóval. Újabb dühe során Will megissza a maradék „csodavizet”, de a mellékhatás így még erősebb lesz. Újabb dühös viták kíséretében próbálja őt Magnus továbbhaladásra bírni, még mielőtt Will végleg föladja. Vissza kell mennie egészen a kiindulópontig, hogy újabb adag vizet hozzon, és Willt ki tudja vinni a barlangból. A Menedékbe visszatérést követően Will és Magnus végül békét kötnek.

## Fogadtatás
A TV by the Numbers nézettségi adatai szerint az epizódot 1,281 millióan nézték péntek este, ami némileg kevesebb az előző epizód nézőszámánál.